# 鎌倉市内の神社一覧
鎌倉市内の神社一覧は神奈川県鎌倉市域内に建つ神社の一覧である。

## 凡例
- 当一覧は鎌倉市域に鎮座する神社を網羅したものである。
- 鎌倉市内を鎌倉地域・腰越地域・大船地域・玉縄地域・深沢地域と5つの地域に分け、各地域の神社を記載する。神社の記載は社名五十音順。

## 鎌倉地域
- 甘縄神明神社
- 銭洗弁財天宇賀福神社
- 荏柄天神社
- 蛭子神社 (鎌倉市)
- 鎌倉宮
- 熊野新宮
- 熊野神社 (浄明寺)
- 五所神社 (鎌倉市)
- 御霊神社 (鎌倉市)
- 佐助稲荷神社
- 十二所神社
- 白旗神社 (鎌倉市西御門)
- 巽神社 (鎌倉市)
- 鶴岡八幡宮
- 八雲神社 (鎌倉市大町)
- 八雲神社 (鎌倉市西御門)
- 八雲神社 (鎌倉市山ノ内)
- 八坂大神
- 第六天社 (鎌倉市)

## 腰越地域
- 小動神社
- 龍口明神社

## 大船地域
- 厳島神社 (鎌倉市)
- 稲荷神社 (鎌倉市今泉)
- 稲荷神社 (鎌倉市台)
- 熊野神社 (大船)
- 塩釜神社 (鎌倉市)
- 神明神社 (鎌倉市岡本)
- 神明神社 (鎌倉市台)
- 水天宮 (鎌倉市)
- 白山神社 (鎌倉市)
- 八幡神社 (鎌倉市台)

## 玉縄地域
- 諏訪神社 (鎌倉市植木)

## 深沢地域
- 稲荷神社 (鎌倉市手広)
- 鎌倉山神社
- 北野神社 (鎌倉市)
- 葛原岡神社
- 熊野神社 (手広)
- 駒形神社 (鎌倉市)
- 子守神社 (鎌倉市笛田)
- 御霊神社 (鎌倉市梶原)
- 天満宮 (鎌倉市鎌倉山)
- 天満宮 (鎌倉市上町屋)
- 三嶋神社 (鎌倉市笛田)
- 八雲神社 (鎌倉市常盤)